# 沃夫冈·雷瑟曼
沃夫冈·雷瑟曼（Wolfgang Reitherman 1909年6月26日—1985年5月22日）是一名德裔美国导演、制片人、动画制作人，迪士尼九老之一。

## 生平
他出生于巴伐利亚王国慕尼黑，幼年全家移民美国，曾就读于帕萨迪纳城市学院、乔纳德艺术学院，后来受迪士尼赏识，1933年5月21日成为迪士尼的动画制作人，第一部作品是《可爱的小兔子》。